# Frederik Ludvig af Wales
Frederik Ludvig (engelsk: Frederick Lewis, tysk: Friedrich Ludwig) (1. februar 1707 – 31. marts 1751) var en britisk prins, der som ældste søn af kong Georg 2. af Storbritannien var fyrste af Wales og tronfølger til den britiske trone fra 1727 til sin død i 1751. Frederik Ludvig døde før sin far, og derfor blev han aldrig konge af Storbritannien.

## Biografi
Frederik Ludvig blev født i Tyskland, hvor hans farfar Georg Ludvig var kurfyrste af Hannover. Da farfaderen blev konge i Storbritannien, og faderen blev britisk tronfølger i år 1714, rejste forældrene  til Storbritannien, mens den bare syv år gamle Frederik Ludvig blev tilbage i Hannover. Han så ikke forældrene igen, før han kom til England som en voksen mand i 1728. Her bar han som britisk tronarving titlen fyrste af Wales. Forholdet til forældrene var præget af konflikt. Frederik Ludvig døde som 44-årig i 1751, ni år før sin far, og derfor blev han hverken konge af Storbritannien og Irland eller kurfyrste af Hannover. Georg 2. blev derfor efterfulgt af sin sønnesøn, Georg 3. ved sin død i 1760.

## Ægteskab og børn
Frederik Ludvig blev gift i 1736 på St. James's Palace i London med prinsesse Augusta af Sachsen-Gotha, datter af hertug Frederik 2. af Sachsen-Gotha-Altenburg. I ægteskabet blev der født ni børn, herunder:
1. Augusta af Storbritannien, født 1737, død 1813, gift med hertug Karl Vilhelm Ferdinand af Braunschweig-Wolfenbüttel
2. Georg 3. af Storbritannien, født 1738, død 1820. Fra 1760 konge af Storbritannien og Irland samt kurfyrste af Hannover. Konge af Hannover fra 1814.
3. Caroline Mathilde af Storbritannien, født 1751, død 1775, gift med kong Christian 7. af Danmark-Norge.

## Eksterne links
- Wikimedia Commons har flere filer relateret til Frederik Ludvig af Wales
- Friedrich Ludwig Arkiveret 14. juni 2015 hos  Wayback Machine på Slægten Welfs hjemmeside Arkiveret 26. juni 2015 hos  Wayback Machine (tysk)